# Xã Sunsbury, Quận Monroe, Ohio
Xã Sunsbury (tiếng Anh: Sunsbury Township) là một xã thuộc quận Monroe, tiểu bang Ohio, Hoa Kỳ. Năm 2010, dân số của xã này là 1.325 người.